# Эбенталь (Каринтия)
Эбенталь (нем. Ebenthal in Kärnten, словен. Žrelec) — ярмарочная коммуна (нем. Marktgemeinde) в Австрии, в федеральной земле Каринтия.
Входит в состав округа Клагенфурт. Население составляет 7546 человек (на 31 декабря 2005 года). Занимает площадь 54,99 км². Официальный код — 2 04 02.

## Фотографии
- Замок
- Замок
- Церковь
- Замок
- Замок

## Политическая ситуация
Бургомистр коммуны — Франц Фельсбергер (СДПА) по результатам выборов 2003 года.
Совет представителей коммуны (нем. Gemeinderat) состоит из 27 мест.
- СДПА занимает 18 мест.
- АПС занимает 5 мест.
- АНП занимает 4 места.